# Gisela de Suabia
Gisela de Suabia (n. 989 sau 990 – d. 14 februarie 1043, Goslar) a fost fiica ducelui Herman al II-lea de Suabia cu soția sa, Gerberga de Burgundia. Părinții ei erau descendenți din Carol cel Mare.

## Viața
Gisela a fost căsătorită prima dată în 1002 cu contele Bruno I de Braunschweig. Cel de al doilea soț a fost ducele Ernest I de Suabia de Suabia, care a moștenit acest ducat datorită Giselei, la moartea fratelui ei, Herman al III-lea. După moartea lui Ernest din 1015, Gisela a devenit regentă în numele fiului lor, Ernest al II-lea. Ulterior, ea a fost înlăturată din poziția de regentă.
Gisela s-a căsătorit pentru a treia oară probabil în 1016 cu Conrad, care va deveni din 1027 împărat, sub numele de Conrad al II-lea. Arhiepiscopul Aribo de Mainz a refuzat să o încoroneze pe Gisela, considerând că relația familială dintre ea și Conrad era prea strânsă. Dar la 13 zile după aceea, arhiepiscopul Pilgrim de Köln a încoronat-o și pe Gisela ca împărăteasă.
Gisela a jucat un rol activ în politica Imperiului, participând la conciliile imperiale și convingându-și ruda sa, Rudolf al III-lea de Burgundia să își transfere succesiunea către soțul ei, Conrad al II-lea. De asemenea, ea a luat parte și la câteva sinoade ale Bisericii.
Gisela s-a ocupat și de îngrijirea fiicelor surorii ei, Matilda, Sofia și Beatrice, care vor juca roluri politice din pozițiile de contesă de Bar, respectiv de regentă de Toscana.
La moartea lui Conrad în 1038, Gisela și fiul lor, Henric, au condus procesiunea funerară.
Gisela a murit de dizenterie în palatul imperial de la Goslar în 1043. Ea este înmormântată în Catedrala imperială din Speyer, alături de alți împărați și membri ai familiei imperiale.

## Căsătorii și descendenți
Din căsătoria cu Bruno I de Brunswick au rezultat doi copii:
- Liudolf (c. 1003 – 1038), margraf de Frizia,
- un fiu și două fiice, ale căror nume nu sunt cunoscute.

Din căsătoria cu Ernest I de Suabia au rezultat doi copii:
- Ernest (c. 1010 – 17 august 1030), duce de Suabia,
- Herman (c. 1015 – 18 iulie 1038), duce de Suabia.

Din căsătoria cu Conrad al II-lea au rezultat trei copii:
- Henric (29 octombrie 1017 – 5 octombrie 1056), rege roman și împărat;
- Matilda (1027 – ianuarie 1034), căsătorită cu regele Henric I al Franței;
- Beatrice (c. 1030 – 26 septembrie 1036).